# ウォルフのアルゴリズム
ウォルフのアルゴリズム（英: Wolff algorithm）とは、ウルリッヒ・ウォルフに因んで名付けられた、イジング模型におけるスピンの交換を、メトロポリス法などのように一つではなく、クラスターごと行うようなモンテカルロシミュレーションのアルゴリズムである。このとき、クラスターは同じ向きをもつ隣り合ったスピンを選ぶ。ウォルフのアルゴリズムは、スヴェンセン・ワンのアルゴリズムをより大きなクラスターでスピン交換が起きる確率を高くした改良版である。
スピン磁気シミュレーションにおいて、ウォルフのアルゴリズムが他の、一つずつしかスピンを交換しないアルゴリズムに比べて優れているのは、非局所的なエネルギーの移動を許容するからである。この性質の重要な帰結の一つとして、いくつかの場合（例えばフェロ磁性のイジングモデルや完全フラストレートイジングモデル）において、マルチカノニカル法のスケーリングが N2 + z （z は臨界減速現象に付随する指数）から N2 に改善することが挙げられる。